# I'm Dancing as Fat as I Can
I'm Dancing as Fat as I Can, titulado Bailo lo más gordo que puedo en Hispanoamérica y Bailo tan gordo como puedo en España, es el decimotercer episodio de la trigésima temporada de la serie animada Los Simpson, y el episodio 652 de la serie en general. Se emitió en Estados Unidos en Fox el 10 de febrero de 2019.

## Argumento
Bart llama a Homer por la noche mientras está en una pijamada porque él ya ha tenido suficiente de las travesuras de Milhouse, pero Homer se niega a repasar. Llega otra llamada y Marge recibe la noticia de que su tía Eunice se está muriendo y que debe volar para visitarla. Antes de irse, Marge hace que Homer prometa no ver la nueva temporada de "Odder Stuff" (una parodia de Stranger Things) en Netflix sin ella.
Marge, Patty y Selma van a la casa de Eunice y Patty y Selma comienzan a decidir qué quieren heredar, pero Eunice se entera, se enoja y rompe una lámpara. Mientras cuidan de Maggie, Bart y Lisa comienzan a ver Odder Stuff.
Ted Sarandos convence a Homer para que lo vea, pero cuando llega al final de la temporada, Marge regresa a su casa y se enoja con él por romper su promesa. Mientras tanto, Krusty organiza un concurso de redacción de ensayos llamado "Hello Krusty: Krusty's Toy Trample!", con el premio en una carrera de 5 minutos en su tienda de juguetes, después de lo cual el ganador lleva los juguetes que saquearon.
Homer tiene una pesadilla, encontrándose atrapado en enredaderas en el inframundo. Él pide la ayuda del Reverendo Lovejoy pero debido a que Homer arruinó el final de The Crown, Lovejoy lo envía al infierno. Ted Sarandos ofrece consejos a Homer y le dice que a Marge le encanta ver espectáculos de danza.
Siguiendo este consejo, Homer va al estudio de baile 'Some of That Jazz' para comenzar a aprender a bailar. Su instructora Julia tiene problemas para enseñarle, así que llama a Sweet Sal, una instructora mucho más dura. Como historia de portada, Homer le dice a Marge cada noche que irá a la taberna de Moe.
Una noche, Marge duda de la historia de Homer y le dice que duerma en el sofá. Bart, Milhouse y Ralph Wiggum se presentan como los finalistas en el "Toy Trample". El concurso está cerca de Bart y Milhouse, pero al final, Ralph gana al tomar ambos carritos de supermercado.
Homer invita a Marge a salir, diciendo que lo aclarará en The Snow Ballroom, y se reconciliarán bailando juntos. Ralph le da a Lisa un pony de juguete, como agradecimiento por escribir su ensayo para el Toy Trample.

## Recepción
Durante su primera emisión, el episodio atrajo a 1,75 millones de espectadores con 3 de share.
Este episodio fue el primer episodio en tener menos de 2 millones de espectadores. Sin embargo, la audiencia de este episodio pudo haberse visto afectada por la transmisión simultánea en CBS de la ceremonia de la 61.ª entrega de los Premios Grammy.
Dennis Perkins de The A.V. Club le dio al episodio una clasificación B-, indicando que "'I'm Dancing as Fat as I Can' funciona de manera refrescante, de lo contrario, siempre y cuando el episodio se adhiera a la historia que está diseñada para contar... El episodio de Los Simpson está escrito por primera vez por Jane Becker, quien tiene algo de Rick y Morty debajo de su cinturón, y que muestra una comprensión prometedora de lo que hace que la historia de Marge y Homer funcione, algo que es mucho más complicado de lo que parece".
Tony Sokol de Den of Geek otorgó al episodio 3 de 5 estrellas, declarando que "El tema de la vinculación de la maratón de series es profundamente personal, y la reacción muy conmovedora de Lisa ante el hecho de que sus padres tengan un momento es muy efectiva. Pero hemos visto Antes, solo hace unas semanas. Una de las mejores cosas del matrimonio entre Marge y Homer es que está constantemente al borde del colapso. Esto ofrece una multitud de oportunidades para la redención, algo que Homer generalmente hace con un gran gesto. Algunos de sus grandes gestos han sido completamente accidentales, como cuando aterrizó a los pies de Marge en una lluvia de rosas. Homer estudia mucho para hacer este gesto en particular. Es un verdadero ejercicio que funciona. Las cosas no siempre funcionaron para los Simpson e incluso en sus finales más felices y yo extraño la ambigüedad".